# Liste der Kulturdenkmale in Thiergarten (Plauen)

Lage des Ortsteils Thiergarten in Plauen

In der Liste der Kulturdenkmale in Thiergarten sind die Kulturdenkmale des Plauener Ortsteils Thiergarten verzeichnet, die bis Oktober 2019 vom Landesamt für Denkmalpflege Sachsen erfasst wurden (ohne archäologische Kulturdenkmale). Die Anmerkungen sind zu beachten.
Diese Aufzählung ist eine Teilmenge der Liste der Kulturdenkmale in Plauen.

## Liste der Kulturdenkmale in Thiergarten
| Bild | Bezeichnung                                              | Lage                     | Datierung | Beschreibung | ID       |
| ---- | -------------------------------------------------------- | ------------------------ | --------- | --- | -------- |
|      | Kriegerdenkmal für die Gefallenen des Ersten Weltkrieges | Um die Teiche (Karte)    | Nach 1918 | Das Kriegerdenkmal für die Gefallenen des Ersten Weltkriegs besteht aus drei grob behauenen Natursteinblöcken. Mittig steht ein großer Block mit der Inschrift „Unseren Lieben“ und einer Metallplatte, die die Namen der Gefallenen trägt. Links neben dem großen Block steht ein kleinerer mit der Inschrift „1914“, rechts einer mit der Inschrift „1918“. Der Denkmalwert ergibt sich aus der ortsgeschichtlichen Bedeutung. | 09246980 |
|      | Schule                                                   | Zum Burgteich 48 (Karte) | 1902      | Der zweigeschossige Klinkerbau der Thiergartener Schule mit einem Seitenrisalit ausgestattet. In diesem befindet sich der Hauseingang über dem eine Tafel mit der Inschrift „Grundschule / Plauen-Thiergarten“ angebracht wurde. Darüber befindet sich ein Zwillingsfenster mit darüberliegendem Giebel mit Voluten, einem Relief zweier lesender Schüler und einer Blattranke. Im Giebeldreieck ist eine Uhr montiert und auf dem Dach des Risaliten steht ein Dachreiter mit quadratischer Grundfläche und Pyramidenhelm. Die Fenster im Erdgeschoss sind als Segmentbogenfenster mit Schlusssteinen ausgeführt, wogegen die Fenster im ersten Obergeschoss eine waagerechte Fensterverdachung und profilierte Fenstergewände aufweisen. Zwischen den beiden Geschossen verläuft umlaufend ein Putzgesims. Das Dach wurde als flaches Satteldach ausgeführt. Das Gebäude steht als zeittypisches, späthistoristisches Gebäude mit baugeschichtlicher und ortsgeschichtlicher Bedeutung unter Denkmalschutz. | 09246979 |

## Tabellenlegende
- Bild: Bild des Kulturdenkmals, ggf. zusätzlich mit einem Link zu weiteren Fotos des Kulturdenkmals im Medienarchiv Wikimedia Commons. Wenn man auf das Kamerasymbol klickt, können Fotos zu Kulturdenkmalen aus dieser Liste hochgeladen werden:
- Bezeichnung: Denkmalgeschützte Objekte und ggf. Bauwerksname des Kulturdenkmals
- Lage: Straßenname und Hausnummer oder Flurstücknummer des Kulturdenkmals. Die Grundsortierung der Liste erfolgt nach dieser Adresse. Der Link (Karte) führt zu verschiedenen Kartendiensten mit der Position des Kulturdenkmals. Fehlt dieser Link, wurden die Koordinaten noch nicht eingetragen. Sind diese bekannt, können sie über ein Tool mit einer Kartenansicht einfach nachgetragen werden. In dieser Kartenansicht sind Kulturdenkmale ohne Koordinaten mit einem roten bzw. orangen Marker dargestellt und können durch Verschieben auf die richtige Position in der Karte mit Koordinaten versehen werden. Kulturdenkmale ohne Bild sind an einem blauen bzw. roten Marker erkennbar.
- Datierung: Baubeginn, Fertigstellung, Datum der Erstnennung oder grobe zeitliche Einordnung entsprechend des Eintrags in der sächsischen Denkmaldatenbank
- Beschreibung: Kurzcharakteristik des Kulturdenkmals entsprechend des Eintrags in der sächsischen Denkmaldatenbank, ggf. ergänzt durch die dort nur selten veröffentlichten Erfassungstexte oder zusätzliche Informationen
- ID: Vom Landesamt für Denkmalpflege Sachsen vergebene, das Kulturdenkmal eindeutig identifizierende Objekt-Nummer. Der Link führt zum PDF-Denkmaldokument des Landesamtes für Denkmalpflege Sachsen. Bei ehemaligen Kulturdenkmalen können die Objektnummern unbekannt sein und deshalb fehlen bzw. die Links von aus der Datenbank entfernten Objektnummern ins Leere führen. Ein ggf. vorhandenes Icon  führt zu den Angaben des Kulturdenkmals bei Wikidata.